# Damelevières
Damelevières – miejscowość i gmina we Francji, w regionie Grand Est, w departamencie Meurthe i Mozela.
Według danych na rok 1990 gminę zamieszkiwało 2879 osób, a gęstość zaludnienia wynosiła 355 osób/km² (wśród 2335 gmin Lotaryngii Damelevières plasuje się na 153. miejscu pod względem liczby ludności, natomiast pod względem powierzchni na miejscu 739.).

## Populacja

Populacja Damelevières w latach 1962–2008

## Galeria

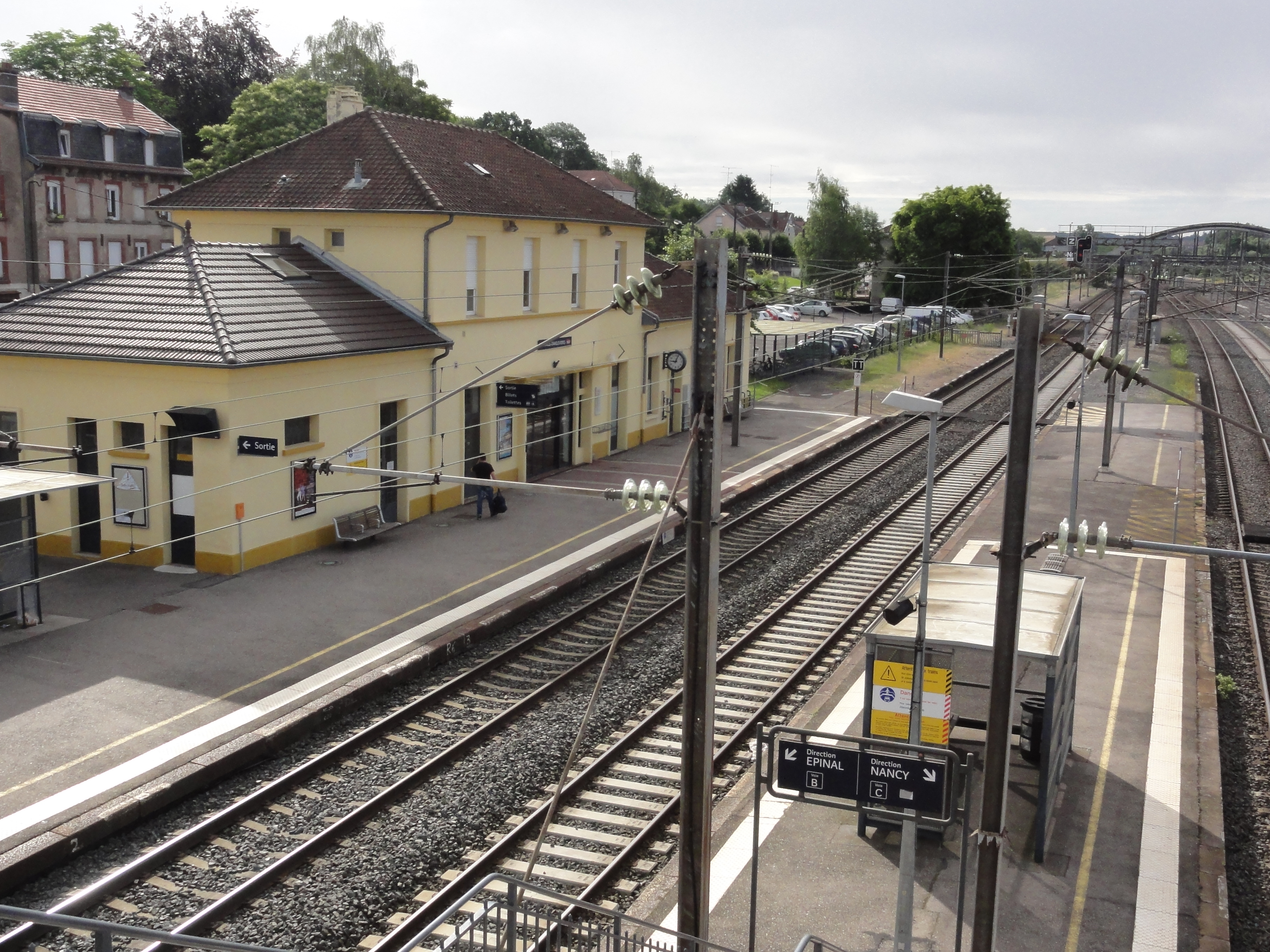
Dworzec kolejowy (2016)
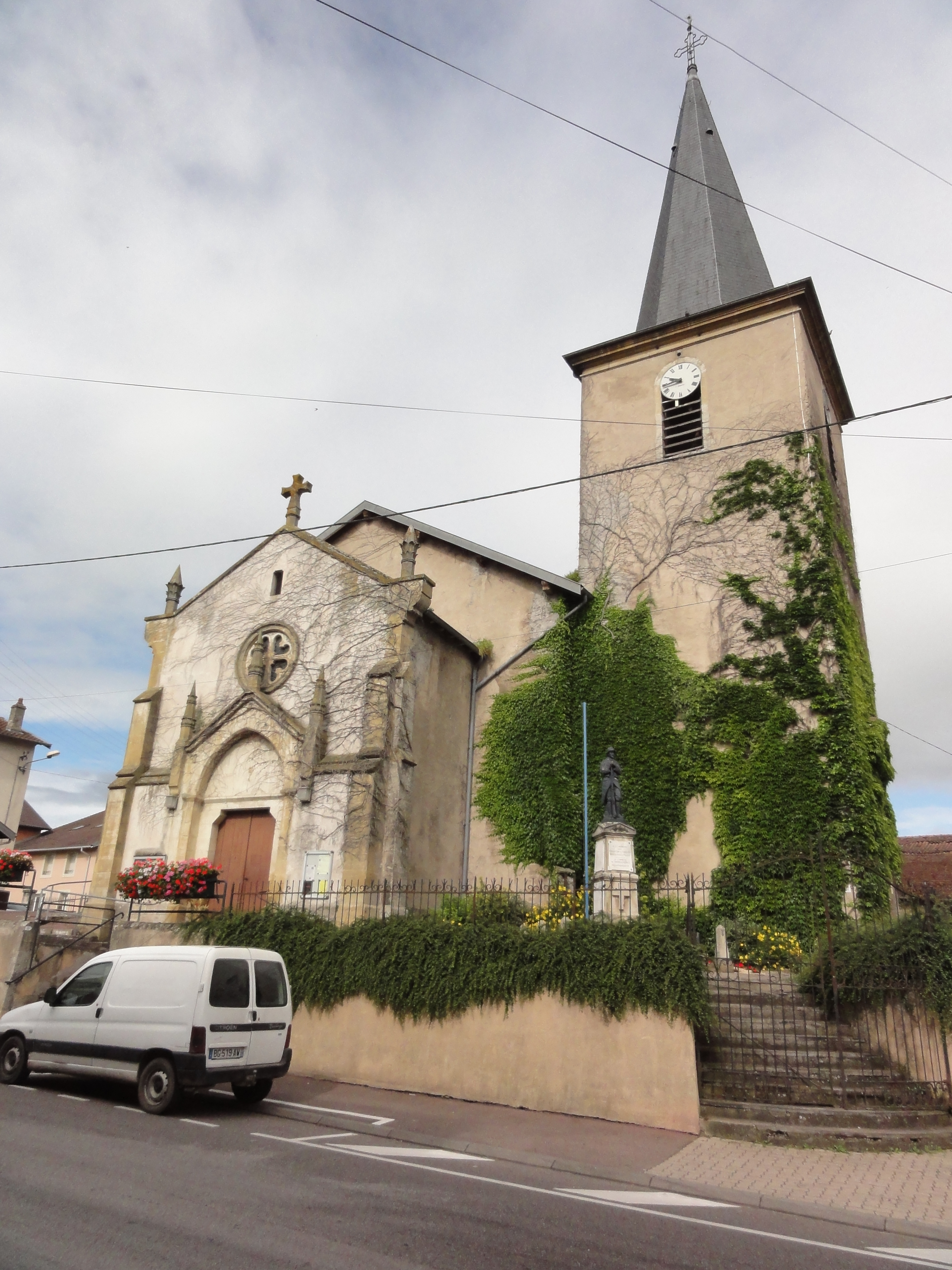
Kościół (2016)